# 쭐라폰 왈라일락
시사왕카왓 공여 쭐라폰 왈라일락 공주(태국어: จุฬาภรณวลัยลักษณ, 1957년 7월 4일)는 태국의 왕족이다. 푸미폰 아둔야뎃 라마 9세 선왕과 시리낏 왕비 사이의 막내딸이다. 화학 박사 출신과 과학자이며, 공군 장성 위라윳 띳야사린과 결혼하였고 리파 공주와 띳 공주를 낳았다. 그녀의 정식 명칭은 솜뎃 프라짜오농낭트 짜오파 쭐라폰 왈라일락 악카랏꾸마리 꼼프라 시사왕카왓 워라캇띠야랏나리(태국어: สมเด็จพระเจ้าน้องนางเธอ เจ้าฟ้าจุฬาภรณวลัยลักษณ อัครราชกุมารี กรมพระศรีสว่างควัฒน วรขัติยราชนารี)이다.

## 가족 관계

### 조부모와 부모
- 조부 : 마히돌아룰야뎃상왕
- 조모 : 스리나카린트라상왕후
- 부친 : 태국 라마 9세국왕
- 모친 : 시리낏왕태후

### 남동생
1. 태국 라마 10세국왕

### 여동생
1. 우볼랏라차깔야공주 – 왕실 지위에서 제거됨
2. 시린털왕녀

### 부군
1. 위라윳 딧야사린대령 – 이혼

### 자녀
- 장녀 : 시라파주타펄옹주 (1982년 ~ )
- 차녀 : 아티따야털끼띠콘옹주 (1984년 ~ )